# 1,2-dibromoetan
1,2-dibromoetan (tudi etilenbromid) je brezbarvna tekočina s karakterističnim sladkobnim vonjem po kloroformu. Je strupena in negorljiva tekočina.

## Lastnosti
Pri močnem segrevanju se tvorijo z zrakom strupene zmesi. Pri razkroju nastajajo strupeni razkrojni produkti. Počasi se razkraja pod vplivom svetlobe. Močno reagira pri stiku z lahkimi kovinami npr. aluminijem, magnezijem, kalijem, natrijem, kot tudi z močnimi bazami in snovmi, ki povzročajo požar.
Močno lomi svetlobo in je občutljiva na svetlobo.
Hlapi dražijo oči in dihalne organe. Tekočina se resorbira skozi kožo in povzroča poškodbe oči in kože.
Ima vrelišče pri 131,4 °C in tališče pri 10 °C.